# Liparis petschiliensis
Liparis petschiliensis är en fiskart som först beskrevs av Hialmar Rendahl 1926.  Liparis petschiliensis ingår i släktet Liparis och familjen Liparidae. Inga underarter finns listade i Catalogue of Life.